# Вегелен, Эмиль
Эмиль Вегелен (фр. Emile Wegelin; 24 декабря 1875, 5-й округ Лиона — 26 июня 1962[…], 2-й округ Лиона) — французский гребец, серебряный призёр летних Олимпийских игр 1900.
Вегелен входил на Играх в состав второй французской команды четвёрок, которая не смогла пройти в финал по основной квалификации, однако его команда, и ещё две сборные устроили свой финальный заплыв, который признаётся МОКом. Вегелен в том финале занял второе место.